# 奇妙帆魷
奇妙帆魷（学名：Histioteuthis miranda）为帆魷科帆魷屬下的一个种。